# William Borm
William Borm (* 7. Juli 1895 in Hamburg; † 2. September 1987 in Bonn) war ein deutscher Politiker (FDP, LD). Der Unternehmer war von 1965 bis 1972 Mitglied des Deutschen Bundestages, von 1960 bis 1982 Mitglied des FDP-Bundesvorstands. Seit Ende der 1950er Jahre war er, wie erst Jahre nach seinem Tod bekannt wurde, Agent des DDR-Ministeriums für Staatssicherheit (MfS). Borm vertrat sozialliberale Positionen, verließ die FDP 1982 nach der sog. Wende und beteiligte sich an der Gründung der Partei Liberale Demokraten.

## Leben

### Herkunft und Berufsleben
William Borm wurde als Sohn eines Möbelkaufmanns geboren, wuchs bei seinem Onkel in Bautzen auf. 1914 absolvierte er das Abitur. Im Ersten Weltkrieg war er von 1915 bis 1918 Freiwilliger in einem Husarenregiment. Er studierte Volkswirtschaft an der Berliner Universität. 1929 gründete er eine Firma für Elektroakustik. Im Zweiten Weltkrieg wurde er 1940 zum Wehrwirtschaftsführer ernannt. Nach 1945 wurde er Vorsitzender des Industrie-Ausschusses im Berliner US-Sektor.

### Politische Laufbahn
Von 1924 bis 1933 war Borm Mitglied der Deutschen Volkspartei (DVP). 1945 schloss er sich der LDP an und wurde Vorsitzender des Industrieausschusses. Von 1948 bis 1950 war er stellvertretender LDP-Landesvorsitzender.
1950 wurde er von der DDR-Volkspolizei am Grenzübergang Wartha/Herleshausen auf der Transitautobahn verhaftet und zwei Jahre später vom Landgericht Greifswald wegen Kriegs- und Boykotthetze zu zehn Jahren Strafhaft verurteilt. Er saß in den Strafanstalten Bützow-Dreibergen, Luckau und Cottbus. Dort verpflichtete er sich Ende der 1950er Jahre gegenüber der Hauptverwaltung A zur Zusammenarbeit und wurde am 28. August 1959 vorzeitig aus der Haft entlassen.
Von 1960 bis 1969 war er Landesvorsitzender, 1972 bis 1982 Ehrenvorsitzender der Berliner FDP, 1960 bis 1982 Mitglied des FDP-Bundesvorstands, 1963 bis 1967 Mitglied des Berliner Abgeordnetenhauses und 1965 bis 1972 Bundestagsabgeordneter. Am 20. Oktober 1969 eröffnete er als Alterspräsident die erste Sitzung des 6. Deutschen Bundestages. 1967 war er Mitbegründer des Republikanischen Clubs. Nach dem Bruch der sozialliberalen Koalition 1982 verließ er die FDP und beteiligte sich an der Gründung der Liberalen Demokraten (LD), wenig später schied er aus der aktiven Politik aus.
Borm wurde 1970 mit dem Großen Bundesverdienstkreuz und 1975 mit dem Großen Verdienstkreuz mit Stern, 1975 mit der Ernst-Reuter-Plakette des Landes Berlin in Silber und 1982 mit der Carl-von-Ossietzky-Medaille ausgezeichnet. 1980 wurde er Stadtältester von Berlin. Im September 1985 erhielt er die Ehrendoktorwürde der Karl-Marx-Universität Leipzig.

### Agententätigkeit für das MfS
Während der gesamten Zeit hielt Borm unter dem Decknamen IM Olaf engen Kontakt zum MfS, traf sich regelmäßig mit dem Chef der Auslandsaufklärung Markus Wolf und Führungsoffizieren in der DDR. Nach Angaben von MfS-Oberstleutnant Günter Bohnsack schrieb der DDR-Geheimdienst in den 1960er Jahren viele seiner Bundestagsreden und Artikel. Die Ansprache als Alterspräsident des Deutschen Bundestages am 20. Oktober 1969 sei von Wolf bearbeitet worden. Nachdem Borm bereits 1969 die Stasi-Spionin Johanna Olbrich alias Sonja Lüneburg als Sekretärin zur Seite gestellt worden war, brachte die HV A 1978 auch den Politologen Jürgen-Bernd Runge als persönlichen Sekretär in Borms Bonner Büro unter. Die Beteiligten wussten nichts von der inoffiziellen Zusammenarbeit der jeweils anderen mit der Stasi.
Politisch setzte sich Borm für eine Verständigung mit der DDR ein, legte 1963 einen umstrittenen Deutschlandplan vor. 1966 schlug er vor, mit der DDR über die Wiederzulassung der KPD zu verhandeln, im Austausch für mehr Reisefreiheit der West-Berliner. 1979 verlangte er die Anerkennung der Staatsbürgerschaft der DDR. 1981 engagierte er sich öffentlich für die Friedensbewegung gegen den NATO-Doppelbeschluss, sprach am 10. Oktober vor 250.000 Menschen im Bonner Hofgarten. Im gleichen Jahr stellte er sich gegen Außenminister Hans-Dietrich Genscher, warf ihm ein finales Hinwirken auf die Wiedervereinigung Deutschlands vor, das der Entspannungspolitik in Europa entgegengesetzt sei.
Obgleich er öffentlich für den politischen Liberalismus eintrat, erklärte Borm in einem geheimen Gespräch mit dem Leiter der Westabteilung beim ZK der SED Herbert Häber 1979, die Idee des Sozialismus sei richtig. Zwar sei die Ausformung in der DDR noch nicht ausreichend attraktiv, doch solle das nicht als Kritik verstanden werden.

### Tod und Grabstätte

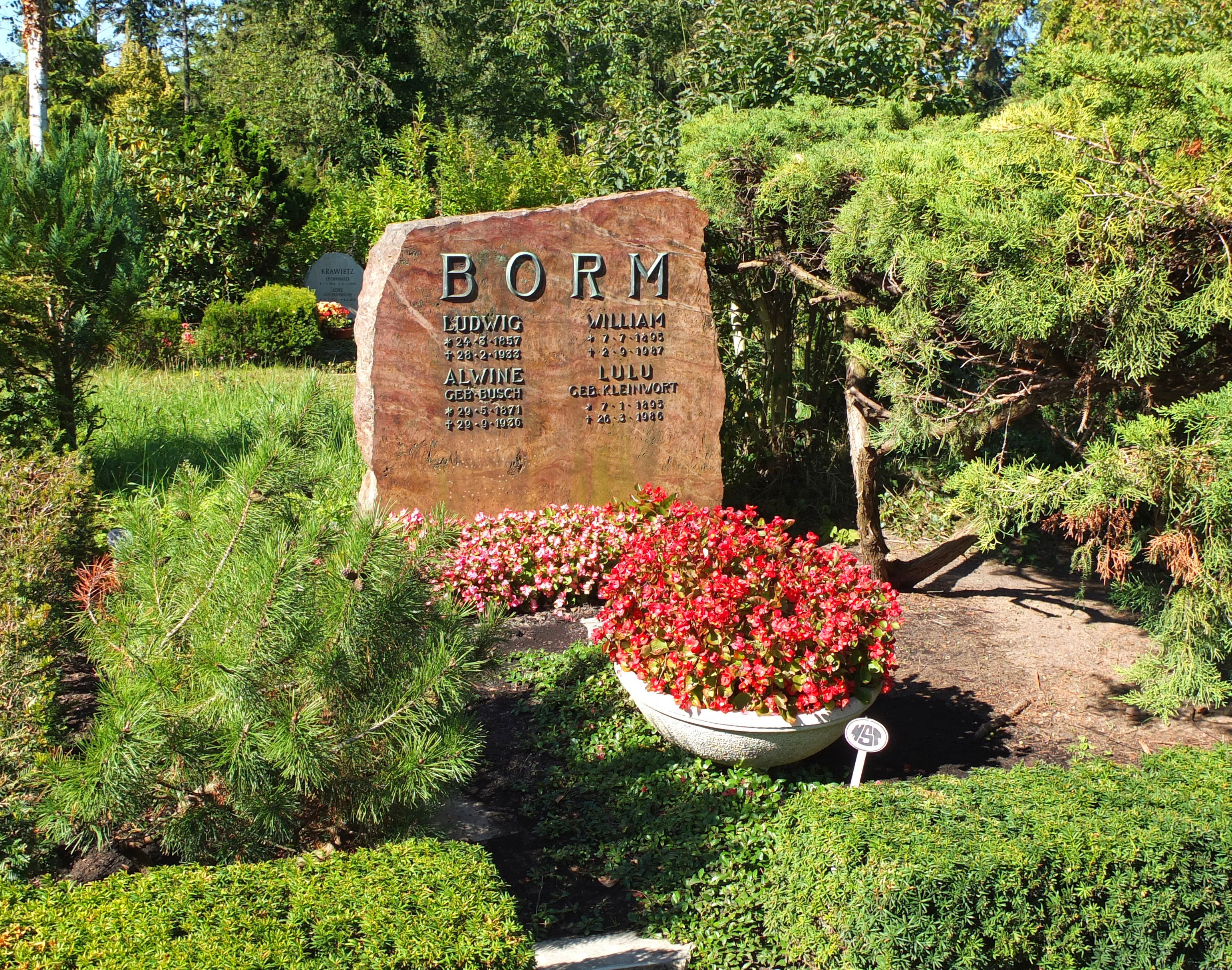
Grab von William Borm auf dem Friedhof Zehlendorf in Berlin

William Borm starb 1987 im Alter von 92 Jahren in Bonn. Beigesetzt wurde er auf dem Friedhof Zehlendorf in Berlin (Feld 20-183).
Da Borm den Titel „Stadtältester“ getragen hatte, stand ihm die unmittelbare Widmung seiner letzten Ruhestätte als Ehrengrab des Landes Berlin zu, die noch im Todesjahr erfolgte. Diese Widmung war nach seinerzeitiger Rechtslage bei Stadtältesten auf vierzig Jahre befristet, hätte anschließend aber auf Beschluss des Berliner Senats hin verlängert werden können. Auch die Anfang der 1990er-Jahre erstmals gegen Borm erhobenen Vorwürfe der Agententätigkeit für die DDR änderten am Ehrenstatus des Grabes über anderthalb Jahrzehnte lang nichts.
In Gestalt einer mit „Ehrengrab für Stasi-Spitzel?“ betitelten „Kleinen Anfrage“ an den Senat vom 7. August 2009 stellte Michael Braun, Mitglied der CDU-Fraktion des Berliner Abgeordnetenhauses, die fortgesetzte Würdigung Borms zur Diskussion.
Daraufhin gab der Senat ein Gutachten der Birthler-Behörde in Auftrag, um die Vorwürfe gegen Borm prüfen zu lassen. Das Gutachten kam zu dem Ergebnis, dass eine Tätigkeit Borms für das MfS „nicht eindeutig nachweisbar“ sei, vor allem auch weil wesentliche diesbezügliche Aktenbestände noch im Jahr 1990 mit Genehmigung der DDR-Regierung vernichtet worden waren. Dennoch beschloss der Senat in seiner Sitzung vom 8. September 2009 „auf Grund der hohen Wahrscheinlichkeit, dass die gegenüber William Borm bestehenden Vorwürfe zutreffen“, den Zeitraum der Anerkennung von Borms letzter Ruhestätte als „Ehrengrab“ von 40 auf 20 Jahre zu verkürzen, was der üblichen Ruhefrist auf Berliner Friedhöfen gleichkam. Da diese Frist bereits abgelaufen war, wurde der Ehrengrabstatus für William Borm sofort entzogen.

### Privates
Borm war verheiratet und hat einen Sohn und eine Tochter. Er war Mitglied der Berliner Freimaurerloge Am Berge der Schönheit. Von seinen Freunden und dem Chef der DDR-Aufklärung wurde er wegen seines Gentleman-Auftretens freundlich Sir William genannt.